# Cuspivolva
Cuspivolva is een geslacht van weekdieren uit de klasse van de Gastropoda (slakken).

## Soorten
De volgende soorten zijn bij het geslacht ingedeeld:
- Cuspivolva allynsmithi (Cate, 1978)
- Cuspivolva bellica (Cate, 1973)
- Cuspivolva celzardi (Fehse, 2008)
- Cuspivolva cuspis (Cate, 1973)
- Cuspivolva draperi Cate & Azuma in Cate, 1973
- Cuspivolva formosa (G. B. Sowerby II in A. Adams & Reeve, 1848)
- Cuspivolva habui (Cate, 1973)
- Cuspivolva helenae (Cate, 1973)
- Cuspivolva mucronata (Azuma & Cate, 1971)
- Cuspivolva ostheimerae (Cate, 1973)
- Cuspivolva paulwatsoni Fehse & Lorenz, 2013
- Cuspivolva platysia (Cate, 1973)
- Cuspivolva queenslandica (Cate, 1974)
- Cuspivolva singaporica Fehse & Koh, 2016
- Cuspivolva singularis (Cate, 1973)
- Cuspivolva tigris (Yamamoto, 1971)

### Taxon inquirendum
- Cuspivolva narinosa (Cate, 1973)